# لوك سومرز
لوك سومرز (بالإنجليزية: Luke Somers)‏ (و. 1981 - ديسمبر 2014) هو مصور وصحفي أمريكي، خطف في العاصمة اليمنية صنعاء في سبتمبر 2013، قتل خلال عملية فاشلة لإنقاذة في ديسمبر 2014،  وكان سومرز يعمل على تغطية أحداث ثورة الشباب اليمنية في صنعاء.

## مهمة الإنقاذ
محاولة فاشلة بمشاركة قوات يمنية وأمريكية لإنقاذه في حضرموت في ديسمبر 2014. ونجحت المهمة في تحرير ستة يمنيين، وسعودي ولكن لم يعثر على أي من الرهائن الغربيين بما في ذلك سومرز. ويعتقد أن سومرز تم نقله من الموقع، وأشارت المخابرات أن بعض الرهائن قد تم نقلهم قبل عدة أيام، ولكن لم يعرف ما إذا كان ثم سومرز بينهم. في 6 ديسمبر 2014 تم التأكيد على أن سومرز قتل رميا بالرصاص خلال محاولة إنقاذ فاشلة. وقتل في المهمة الرهينة الإثيوبي بيير كوركي.

## فيديو ظهوره
ظهر سومرز في فيديو لتنظيم القاعدة في جزيرة العرب، يناشد ضرورة مساعدته لإخراجه من الاحتجاز. ووجه الفيديو لحكومة الولايات المتحدة، وقال مسؤول في القاعدة أن الولايات المتحدة لديها ثلاثة أيام لتلبية مطالبهم، وإلا فإن الرهينة الأمريكي سيكون مصيره محتوم